# Mari Sandoz
Mari Susette Sandoz (11 de mayo de 1896 - 10 de marzo de 1966) fue una escritora, historiadora y profesora estadounidense, natural de Mirage Flats, cerca de Hay Springs, Nebraska, famosa por sus estudios y obras sobre el Lejano Oeste, especialmente la historia de los nativos americanos y los pioneros y primeros pobladores de la frontera de las Grandes Llanuras.

## Vida
Era la mayor de seis hijos de una familia de emigrantes suizos, y muy pronto mostró su afición a escuchar y escribir sobre las historias relativas a los indios, los cazadores y los pioneros de Nebraska. Fue maestra en algunas escuelas rurales de la zona y se casó a los 18 años, pero su matrimonio no funcionó y se divorció a los 23, entonces se mudó a Lincoln (Nebraska). En 1929 escribió su primer libro, Old Jules, y desde entonces firmó como Mari Sandoz, su nombre de soltera. En 1933 volvió al rancho familiar de Sandhills (Nebraska), donde vivía su madre, pero allí estuvo poco tiempo pues un año después retornó a Lincoln, donde obtuvo un trabajo como editora en la Nebraska State Historical Society. 
Mientras tanto continuaba escribiendo y publicando diversas obras, tanto ensanyos como novela, y al mismo tiempo empezaba a ser conocida y famosa. Posteriormente se trasladó a Denver (Colorado) y un tiempo después a Nueva York, donde moriría en marzo de 1966, cuando le quedaban dos meses para cumplir los 70 años de edad. Fue enterrada en una colina desde la que se ve el rancho familiar de Sandhills, al sur de Gordon (Nebraska). 

## Distinciones y fundaciones
En 1950 le fue concedido el doctorado honorario en Literatura por la Universidad de Nebraska, en 1954 el premio Hazaña Distinguida de los Hijos Nativos de Nebraska y en 1964 el premio Owen Wister. Poco después de su muerte llegaron más reconocimientos en su honor, como la creación del premio anual Mari Sandoz de la Asociación de la Biblioteca de Nebraska (1969) o la fundación del Mari Sandoz High Plains Heritage Center (1971), ubicado en el Chadron State College, de Chadron (Nebraska). En este centro, también llamado Sandoz Center, se encuentra una parte importante de su archivo personal, la Pifer Collection, donada por su hermana Caroline, así como una importante colección de objetos, fotografías y libros relacionados con los temas que ella estudió. En la Love Library de la Universidad de Nebraska se conserva igualmente un importante fondo con documentos de esta escritora. Por último cabe decir que existe otra entidad cultural llamada Mari Sandoz Heritage Society. 

## Obra publicada
- Ensayo (historia):

-Old Jules (1935, 1962)
-Crazy Horse: The Strange Man of the Oglalas (1942)
-Cheyenne Autumn (1953)
-The Buffalo Hunters (1954)
-The Cattlemen: from the Rio Grande across the Far Marías (1958)
-Son of the Gamblin'Man: the Youth of an Artist (1960)
-These Were the Sioux (1961)
-Love Song ot the Plains (1961)
-The Beaver Men, Spearheads of Empire (1964)
-The Batlle of the Little Bighorn (1966)
- Novela:

-Slogum House (1937)
-Capital City (1939)
-The Tom-Walker (1947)
-Miss Morissa: Doctor of the Gold Trail (1955)
-The Horsecatcher (1957)
-The Story Catcher (1963)
* Publicados en español (castellano): 
-Perdidos en la nieve, José J. de Olañeta editor, 1995
-El cazador de caballos, José J. de Olañeta editor, 1996
-Así eran los siux, José J. de Olañeta editor, 1996